# Kodeks Dzikowski
Kodeks Dzikowski – polski kodeks rękopiśmienny z początku XVI wieku, zawierający tłumaczenia na język polski kilku wcześniejszych statutów łacińskich.

## Opis kodeksu
Kodeks przechowywany jest obecnie w Bibliotece Jagiellońskiej w Krakowie (sygnatura BJ Rkp. Przyb. 159/51). Wcześniej znajdował się w Bibliotece Tarnowskich w Dzikowie (sygn. P.2.N.21). Rękopis powstał w ziemi krakowskiej. Autor przekładu i kopista nie są znani.
Jest to kodeks pergaminowy formatu 4°, liczący 200 kart. Oprawiony jest w aksamitną oprawę z XVIII w., na której znajduje się medalion w srebrnej ramce z czterema orłami na rogach przedstawiający Kazimierza Wielkiego. Inicjały początkowych słów statutów i artykułów są zwykle kolorowane.
Kodeks składa się z dwóch części:
1. przekłady statutów Kazimierza Wielkiego, Władysława Jagiełły, Kazimierza Jagiellończyka i Jana Olbrachta, spisane w 1501[1]
2. przekład statutu piotrkowskiego Zygmunta Starego, Zwyczaje ziemi krakowskiej i rejestr artykułów do całości kodeksu, sporządzone po 1523[1]